# Ed Berg
Eduard Leonard (Ed) Berg (Deventer, 19 september 1932 – Heelsum, 1 juli 2022) was een Nederlands bestuurskundige, fiscalist, macro-econoom, wetenschapper, politicus namens de Partij van de Arbeid en lid van de Raad van State.

## Jeugd en opleiding
In de oorlog was Berg ondergedoken bij een Noordwijkse vissersvrouw die in Voorschoten geëvacueerd was, en kreeg hij onderwijs van zijn vader. Na het voltooien van het gymnasium-β aan het Maerlant-Lyceum in Den Haag ging Berg economie studeren aan de Nederlandse Economische Hogeschool te Rotterdam, waar hij in 1961 afstudeerde. Hij was lid van het jeugdparlement van 's-Gravenhage, namens de jongerenorganisatie van de PvdA.

## Loopbaan
Van 1960 tot 1963 was Berg wetenschappelijk medewerker aan de Nederlandse Economische Hogeschool bij prof. Bernard Schendstok, en in 1963 werd hij hoofd afdeling Economische aangelegenheden bij het ministerie van Sociale Zaken en Volksgezondheid. In 1966 werd hij tussentijds lid van de Tweede Kamer der Staten-Generaal. Berg was woordvoerder financieel-economische vraagstukken en volkshuisvesting van de PvdA-fractie bij de Financiële beschouwingen in 1968 en 1969. Van 1968 tot 1970 was hij tweede fractiesecretaris en van medio 1970 tot januari 1971 voorzitter van de Bijzondere commissie voor de ontwerp-Jeugdspaarwet. In januari 1971 verliet hij de Kamer en werd hij directeur bij de Vereniging van Nederlandse Gemeenten. Hierbij speelde een rol dat hij het Tweede Kamerlidmaatschap, met werkweken van soms 80 uur, te zwaar vond. In 1979 promoveerde hij tot hoofddirecteur.
In 1973 keerde Berg ook terug in de academische wereld als buitengewoon hoogleraar in de bestuurskunde bij zijn oude Hogeschool, die in dat jaar werd hernoemd tot de Erasmus Universiteit Rotterdam. In 1976 werd hij lid van de voorlopige Energieraad en in 1977 van de Brandweerraad. In 1988 legde hij het hoogleraarschap en het directeurschap van de VNG neer en werd hij lid van de Raad van State. Hij bleef veertien in deze functie en was lid van de afdelingen Geschillen van bestuur, Financiën en Verkeer en Waterstaat.
Berg vervulde bestuurs- en commissarisfuncties bij instellingen, waaronder de Bank Nederlandse Gemeenten en de Onderlinge Waarborgmaatschappij. In 1995 werd Berg benoemd tot commandeur in de Orde van Oranje-Nassau en in 1988 kreeg hij de Prijs der Gemeenten.
- Parlement.com: vg09lkxwrmxo